# Melanargia psyche
Melanargia psyche är en fjärilsart som beskrevs av Jacob Hübner 1798. Melanargia psyche ingår i släktet Melanargia och familjen praktfjärilar. Inga underarter finns listade i Catalogue of Life.